# Gordon Forbes Maclean
Gordon Forbes Maclean, britanski general, * 1897, † 1982.